# Montilla-Moriles
Montilla-Moriles é a denominação de origem protegida vinícola espanhola que ampara legalmente a produção e a comercialização dos vinhos produzidos nos municípios andaluzes de Aguilar de la Frontera, Montilla, Moriles, Doña Mencía, Montalbán de Córdoba, Monturque, Nueva Carteya e Puente Genil, assim como em parte de Baena, Cabra, Castro del Río, Espejo, Fernán-Núñez, La Rambla, Lucena, Montemayor e Santaella; todos eles situados na província de Córdova.
Os sumos típicos desta região se elaboram com diferentes variedades de uva branca. Eles são submetidos ao processo de soleira. Segundo sua maturação, podemos encontrar vinhos jovens, finos, amontillados e olorosos. Conforme a maturação, os sumos vão escurecendo e se convertendo em vinhos fortificados, até alcançar uma graduação alcoólica máxima de aproximadamente vinte graus.
O vinho doce chamado Pedro Ximénez, elaborado com a uva de mesmo nome, é originário do marco Montilla-Moriles. Seu consumo é, cada vez, mais popular, em boa medida por suas singulares características. É consumido como acompanhamento de sobremesas ou como parte de receitas doces, podendo também ser degustado em qualquer outra circunstância.

## Tipos de vinho
- Generosos:
  - Fino: vinho pálido, de cor palha, seco, levemente amargoso, leve e fragrante ao paladar, e de graduação alcoólica adquirida compreendida entre os catorze e quinze graus.
  - Amontillado: seco, de pungente aroma de amêndoas, suave e cheio ao paladar, de cor âmbar ou ouro velho, com graduação alcoólica adquirida compreendida entre dezesseis e 21 graus.
  - Oloroso: vinho de muito corpo, cheio e aveludado, aromático, enérgico, seco ou levemente doce, de cor similar ao mogno, com graduação alcoólica adquirida normalmente compreendida entre dezesseis e dezoito graus, embora os mais velhos possam alcançar os vinte graus.
  - Palo cortado: comparte características do Amontillado quanto ao aroma, e do Oloroso quanto ao sabor e cor, com graduação alcoólica adquirida de 16 a 22 graus.[2]
  - Raya: vinho de características similares ao oloroso, porém com menos paladar e aroma.
  - Ruedos: vinho seco, leve e pálido, não submetido a soleira.
  - Pedro Ximénez: vinho doce natural de cor mogno para o jovem e castanho-escuro para o mais velho.
  - Brancos: com ou sem envelhecimento.

## Variedades de uva
Brancas:
- Autorizadas: moscatel, Airén, Baladí-Verdejo, Montepila, Moscatel de grão pequeno
- Preferentes: Pedro Ximénez

Tintas:
- preferentes: Tempranillo

## Bodegas
- Toro Albalá (uma das cem bodegas de ouro do século XXI, cem pontos por Robert Parker, Aguilar de la Frontera)
- Bodegas La Aurora (cooperativa nascida em 1964 e radicada em Montilla)
- Navarro
- Alvear (a mais antiga da Andaluzia e a terceira da Espanha)
- Bodegas Cruz Conde (bodegas desde 1902)
- Bodegas Delgado (fundadas en 1874, em Puente Genil)
- Robles (vinhos e produtos ecológicos)
- Gracia
- Cobos
- Perez Barquero
- Lagar del Monte
- San Pablo
- A. Doblas Martos
- Cooperativa La Unión
- Bodegas Mora Chacón de Lucena. Fundadas em 1891, a partir de uma bodega familiar anterior a 1840, por dom José de Mora y Madroñero, cavaleiro da Real Ordem de Carlos III e de Isabel, a Católica.